# Miranda Miller
Miranda Miller (2 de marzo de 1990) es una deportista canadiense que compite en ciclismo de montaña en la disciplina de descenso. Ganó una medalla de oro en el Campeonato Mundial de Ciclismo de Montaña de 2017.

## Palmarés internacional
| Campeonato Mundial | Campeonato Mundial | Campeonato Mundial | Campeonato Mundial |
| Año                | Lugar              | Medalla            | Competición        |
| ------------------ | ------------------ | ------------------ | ------------------ |
| 2017               | Cairns (Australia) | Medalla de oro     | Descenso           |